# Landulf V.
Landulf V. († September 1033) war seit seiner Mitregentschaft mit seinem Vater Pandulf II. 987 Fürst von Benevent.
Im Jahr 999 besuchte Otto III. den Schrein des heiligen Erzengels Michael auf dem Monte Gargano. Sein Rückweg führte ihn durch Benevent, wo er eine Urkunde über die Echtheit des Klosters S. Sofia am 11. März unterzeichnete. S. Sofia war der Ursprung der Blutslinie Landulfs und diente der Familie wohl auch als eine Art Mausoleum.
Aus unbekannten Gründen hatten Otto III. und die beneventanischen Fürsten ein Zerwürfnis um 1000, möglicherweise über die Reliquien des Heiligen Bartholomäus, des Schutzpatrons der Benevent, dem Otto III. gerade eine neue Kirche auf der Tiberinsel San Bartolomeo all’Isola gebaut hatte. Nach den Annales Beneventani: Otto rex cum magno exercitu obsedit Beneventum soll „König Otto mit einem großen Heer Benevent belagert“ haben.
Im Jahr 1003 wurden Landulf und sein Vater durch eine Rebellion von Adelfer, Graf von Avellino, aus Benevent vertrieben. Sie hielten sich jedoch nicht lange im Exil auf und regierten bereits 1005 wieder von ihrem Sitz aus das Fürstentum.
Die Revolte war jedoch ein schlechtes Zeichen und das Fürstentum wurde zunehmend von Unruhen erschüttert. In dieser Zeit beauftragte Landulf V. seinen Sohn Pandulf III., das Fürstentum zu regieren. Zwei Jahre später verstarb Pandulf II. und hinterließ Landulf V. als alleinigen Fürsten von Benevent. Unmittelbar nach dem Tod Pandulfs II. führten die Bürger von Benevent eine weitere Revolte gegen Landulf und Pandulf III. Anders als die vorherige Rebellion Adelfers scheiterte die Entmachtung Landulfs V. jedoch. Allerdings erzwangen die Bürger Zugeständnisse an sich und veränderten die Machtverhältnisse zugunsten der Aristokratie. In den Annales heißt es: „facta est communitas prima“.
Landulf musste zudem dem Byzantinischen Reich Zugeständnisse machen, da es in seiner benachbarten italienischen Provinz Katepanat die befestigte Stadt Troia baute.
1022 schloss sich Kaiser Heinrich II. mit seinem Heer mit zwei anderen Heeren unter Poppo von Aquileia und Pilgrim von Köln in Benevent zusammen, die nach einer kurzen Belagerung den Sieg über Benevent davontrugen. Von dort marschierten sie nach Troia, scheiterten aber beim Versuch, es einzunehmen.
Nach der Unterwerfung Benevents gegenüber dem westlichen Kaiser ist nichts mehr von Landulf V. in der Geschichtsschreibung bis zu seinem Tod bekannt. Er wurde von seinem Sohn Pandulf III. beerbt.
Mehr noch als sein Vater sah Landulf den Niedergang des Fürstentums kommen. Gezwungen durch die Zugeständnisse an Byzanz und dann an Heinrich II., konnte sich Benevent kaum behaupten oder gar unabhängig bleiben.
Über den langen Zeitraum (47 Jahre) seiner Herrschaft sah Landulf V. die Anfänge eines byzantinischen Wiederauflebens in Apulien. Das Fürstentum Benevent tat sein Bestes, um auf der Gewinnerseite zu stehen. Seine Versuche, den Lauf der Geschichte durch die heimliche Unterstützung anti-griechischer Rebellen zu beeinflussen, gelangen ihm nicht. Nach dem Tod Landulfs V. schrumpfte das einst so große Fürstentum territorial auf wenig mehr als die Stadt und die umliegende Landschaft zusammen.